# Dai Tamesue
Dai Tamesue (為末大?, Tamesue Dai; Hiroshima, 3 maggio 1978) è un ex ostacolista giapponese.

## Palmarès
| Anno | Manifestazione    | Sede             | Evento      | Risultato  | Prestazione | Note |
| ---- | ----------------- | ---------------- | ----------- | ---------- | ----------- | ---- |
| 1996 | Mondiali juniores | Sydney           | 400 m piani | 4º         | 49"67       |      |
| 1996 | Mondiali juniores | Sydney           | 4x400 m     | Argento    | 3'06"01     |      |
| 1997 | Mondiali indoor   | Parigi           | 4x400 m     | 6º         | 3'20"18     |      |
| 1999 | Universiadi       | Palma di Maiorca | 400 m hs    | Semifinale | 49"84       |      |
| 2000 | Giochi olimpici   | Sydney           | 400 m hs    | Batteria   | 1'01"81     |      |
| 2001 | Mondiali          | Edmonton         | 400 m hs    | Bronzo     | 47"89       |      |
| 2001 | Mondiali          | Edmonton         | 4x400 m     | Batteria   | 3'02"75     |      |
| 2002 | Giochi asiatici   | Busan            | 400 m hs    | Bronzo     | 49"29       |      |
| 2002 | Giochi asiatici   | Busan            | 4x400 m     | 4º         | 3'05"85     |      |
| 2003 | Mondiali          | Parigi           | 400 m hs    | Semifinale | 49"37       |      |
| 2004 | Giochi olimpici   | Atene            | 400 m hs    | Semifinale | 48"46       |      |
| 2005 | Mondiali          | Helsinki         | 400 m hs    | Bronzo     | 48"10       |      |
| 2007 | Mondiali          | Osaka            | 400 m hs    | Batteria   | 49"67       |      |
| 2008 | Giochi olimpici   | Pechino          | 400 m hs    | Batteria   | 49"82       |      |
| 2008 | Giochi olimpici   | Pechino          | 4×400 m     | Batteria   | 3'04"18     |      |